# ساکر پانچ پروداکشنز
ساکر پانچ پروداکشنز (به انگلیسی: Sucker Punch Productions) یک شرکت توسعه‌دهنده بازی‌های ویدئویی آمریکایی واقع در بلویو، واشینگتن است که در سال ۱۹۹۷ تأسیس شده است. این شرکت تا اوت ۲۰۱۱ به عنوان یک شرکت مستقل سازنده بازی محسوب می‌شد، و از سال ۲۰۰۰ صرفاً برای استودیوهای پلی‌استیشن کار می‌کرد، تا اینکه سونی در تاریخ ۲ اوت ۲۰۱۱، ساکر پانچ را خریداری کرد.

## لیست بازی‌ها
| سال  | عنوان بازی                  | کنسول‌ها     | متاکریتیک     |
| ---- | --------------------------- | ----------- | ------------- |
| ۱۹۹۹ | راکت: ربات بر روی چرخ‌ها     | نینتندو ۶۴  | در دسترس نیست |
| ۲۰۰۲ | اسلای کوپر                  | پلی‌استیشن ۲ | ۸۶/۱۰۰        |
| ۲۰۰۴ | اسلای ۲: باند دزدان         | پلی‌استیشن ۲ | ۸۸/۱۰۰        |
| ۲۰۰۵ | اسلای ۳: شرافت درمیان دزدان | پلی‌استیشن ۲ | ۸۳/۱۰۰        |
| ۲۰۰۹ | بدنام                       | پلی‌استیشن ۳ | ۸۵/۱۰۰        |
| ۲۰۱۱ | بدنام ۲                     | پلی‌استیشن ۳ | ۸۳/۱۰۰        |
| ۲۰۱۱ | بدنام: فستیوال خون          | پلی‌استیشن ۳ | ۷۸/۱۰۰        |
| ۲۰۱۴ | بدنام: فرزند دوم            | پلی‌استیشن ۴ | ۸۰/۱۰۰        |
| ۲۰۱۴ | بدنام: نخستین نور           | پلی‌استیشن ۴ | ۷۳/۱۰۰        |
| ۲۰۲۰ | شبح تسوشیما                 | پلی‌استیشن ۴ | ۸۳/۱۰۰        |